# Othresypna marginalis
Othresypna marginalis är en fjärilsart som beskrevs av George Francis Hampson 1894. Othresypna marginalis ingår i släktet Othresypna och familjen nattflyn. Inga underarter finns listade i Catalogue of Life.